# (11709) Eudoxos
(11709) Eudoxos (1998 HF20) – planetoida z pasa głównego asteroid okrążająca Słońce w ciągu 4,21 lat w średniej odległości 2,6 j.a. Odkryta 27 kwietnia 1998 roku.